# Ternivka, Krîjopil
Ternivka (în ucraineană Тернівка) este o comună în raionul Krîjopil, regiunea Vinnița, Ucraina, formată numai din satul de reședință.

## Demografie
Componența lingvistică a satului Ternivka
     Ucraineană (99,21%)
     Alte limbi (0,73%)
Conform recensământului din 2001, majoritatea populației satului Ternivka era vorbitoare de ucraineană (99,21%), existând în minoritate și vorbitori de alte limbi.